# ユダヤ教への改宗者の一覧
ユダヤ教への改宗者の一覧（ユダヤきょうへのかいしゅうしゃのいちらん）は、ユダヤ教へ改宗した人物の一覧。
現代における「ユダヤ人（yəhūdhī）」とは、血によってもちろんユダヤ人となりうるが、ユダヤ教（ヤハドゥート）への改宗手続きとハラーハー・ミンハーグ、そしてそれぞれのレベルにおける信仰によってユダヤ人となる。また、一部の改革派はユダヤ教を世界宗教と定義している。
改宗者はユダヤ人の歴史と無縁でもない、とも考えられる。ユダヤ教は歴史的に見ても、一部の例外を除けば対外的な布教を勧める宗教ではなかったのであるが、改宗者は歓迎されて愛され（cf. 613のミツワー）、もともと「ユダヤ人」であった者以上に立派なユダヤ人となることができるとされた。異教徒の改宗を押し留めてきたのは、むしろ歴史的な異教徒による弾圧であったとも言われる。また、ユダヤ教は「神への道」はただ1つとは考えず、にわか仕込みの改宗や大量改宗はユダヤ教になじまない。このため、積極的布教・改宗運動は望ましいものと考えず、改宗にも時間がかかる（キリスト教やイスラム教の歴史との相違点の1つである）。

## 古代・中世・近世
- エフラーイーム・マクシャーアー - エドム人[1]
- アンティブラ家（Antibla） - 1世紀の改宗者の家系[2]
- オンケロス（Onqelos） - ヘブライ学者・翻訳者。トーラーのアラム語訳であるタルグームで知られる。
- ベルリヤ[3]
- シノペのアキラ（Aquila of Sinope）
- 改宗者のズーグ
  - アブタリオン（Avtalyon）
  - シェマヤ（Shemaya）

### 聖書に登場する人物
- アブラハムとサラ - 「ユダヤ人第1号」とも言われる。唯一神をはじめて信仰した。また改宗者の第1号とも位置づけられる。

ただし、ユダヤ教（yahăduth）、ユダヤ人（yəhūdhī）というもの・観念も存在しない時代のことであり、何らかのモデルが実在したかは別にして、非常に抽象的な人物である可能性もあり、何とも言いがたい。アブラハムの宗教の信仰の父。
- イスロー（エテロ, Jethro） - ミディアン人の司祭で、モーセの義父。
- ルツ（Ruth） - ダビデ王の曾祖母

後の付随する問題はユダヤ人キリスト教徒、ユダヤ教なども参照

### シバ王国・ヒムヤル王国
イエメンのユダヤ教徒（テーマーニー, Yemenite Jews）も参照
- シバの女王 - 旧約聖書に登場するシバ王国の女王。名前にはマーケダー（マケダ, Makeda）、ニカウレー、ビルキースなどの伝承がある。
- ラービア・イブン・ムザール（Rabiah、6世紀初期） - ヒムヤル王国の王
- ユースフ・ズー・ヌワース（Dhu Nuwas、517年–525年） - 最後のヒムヤル王。キリスト教のアクスム王国によって滅ぼされる。

## アクスム王国
- グディト（ユディト、エサト）（Gudit） - Damotの王妃。非キリスト教徒の女王で、改宗し、960年ごろ活躍。

## アディアベネ王国
紀元30年ごろ、イラクにあったアルベラ（Arbela）を首都とする半独立状態の国・アディアベネ王国（Adiabene）の王妃ヘレナがユダヤ教に改宗し、66年から73年におけるユデア（ユダヤ）地方の反乱を支持した。
- ヘレナ（ヘレネ、Helena） - 紀元1世紀のアディアベネ王国の王妃。ヨセフスの『ユダヤ古代誌』に見える。
- イザテース2世（Izates II）[4] - ヘレナとモノバゾス1世の息子
- モノバゾス2世（モンバズ2世, Monobaz II） - ヘレナとモノバゾス1世の息子

## ハザール王国
詳細はハザール国王の一覧 List of Khazar rulers も参照

### アシナ朝
- ゼカリヤ（ハーン）　Zachariah (861年頃)

### ブラン朝
- ブラン（サブリエル）　Bulan, Sabriel (740年頃活動)
- オバディア　Obadiah (786-809)
- ヘゼキヤ　Hezekiah
- マナセ1世　Manasseh I
- ハヌッカー　Chanukkah
- イツハク　Isaac
- ゼブルン　Zebulun
- マナセ2世　Manasseh II
- ニーシー1世　Nisi
- アハロン1世　Aaron I (900年頃活動)
- メナヘム　Menahem
- ベンヤミン　Benjamin (920年頃活動)
- アハロン2世　Aaron II (920年代後期-940)
- ヨーセーフ（ヨセフ）　Joseph (在位940-965年)
- タマンのダヴィド　David of Taman (986年-988年)
- ゲオルギウス・ツール　Georgius Tzul (?-1016年)

## ヨーロッパ
- ノルマン人の改宗者オバディア（もとはヨハネス Johannes, Obadiah the Proselyte） - 司祭・作曲家
- フランク王国・ルートヴィヒ1世（ルイ1世）の助祭・聴罪司祭のボード司教（Bishop Bodo）
- マインツの司教ヴェツェリウス（ヴィシリウス, Priester Graf Wezelin (Wecelin, Wecelius, Vecelinus) von Mainz） - 11世紀の司教。ユダヤ教に改宗し、ユダヤ教に関する論文を書き、ハインリヒ2世によってマインツのユダヤ教徒全員と共に市外追放になった。
- アウクスブルクのアーブラハム（Abraham of Augsburg、?年 - 1265年11月21日） - ユダヤ教に改宗後、公然とキリスト教を非難攻撃して殉教した[5]。
- アブラハム・キリミ（Abraham Kirimi） - 14世紀のクリミアのカライ派への改宗者で、ラビ[6]
- ヨハン・ペーター・シュペート（Johann Peter Spaeth, Moses Germanus、17世紀-1701年）[7]
- ヴァレンティン・ポトツキ伯爵（アブラハム・ベン・アブラハム, Abraham ben Abraham, Walentyn Potocki、1700年頃? - 1749年5月23日） - ポーランドの貴族

## 現代

### 日本以外
- トム・アーノルド　Tom Arnold - 俳優
  - ローザン・バー（ロザンヌ・バー） Roseanne Barr との結婚による。

- クリスチャン・ボーマー＝アンフィンセン　Christian Anfinsen - アメリカの化学者。ノーベル化学賞受賞者（1972年）
- クリス・ヴァン・オールズバーグ　Chris Van Allsburg - 児童文学作家
- ジョニー・ウィアー - フィギュアスケーター
- メア・ウィニンガム　Mare Winningham - 女優・歌手
- ジャッキー・ウィルソン　Jackie Wilson - ソウル歌手
- ネル・カーター　Nell Carter - 歌手・女優

- ケイト・キャプショー（ケート・キャプショー）　Kate Capshaw - 女優
  - スティーヴン・スピルバーグとの結婚による。

- ジャメイカ・キンケイド（ジャメイカ・キンケード）　Jamaica Kincaid - 作家
- マティルデ・クリム　Mathilde Krim - エイズ研究者・教育者、amFAR設立者
- キャメロン・ケリー　Cameron Kerry - ジョン・ケリーの弟。再改宗
- フェリシティ・ケンダル（フェリシティー・ケンダル）　Felicity Kendal - 女優
- ジョージ・ゴードン卿　Lord George Gordon - イギリスの貴族・政治家
- アルノルト・シェーンベルク - 再改宗
- ローラ・シュレシンジャー　Laura Schlessinger - ラジオでの有名人

- キャロリン・ジョーンズ（カロリン・ジョーンズ）　Carolyn Jones - 女優
  - アーロン・スペリング Aaron Spelling との結婚による。

- ノーマ・シアラー　Norma Shearer - 女優
  - アーヴィング・ソールバーグ Irving Thalberg との結婚による。

- シャイン　Shyne - ラッパー

- ニッキ・ジーリング　Nikki Ziering - モデル
  - アイアン・ジーリング Ian Ziering との結婚による。

- ヴェニーシャ・スタンリー　Venetia Stanley
  - スウェイスリング男爵家エドウィン・サミュエル・モンタギュー Edwin Samuel Montagu との結婚による。

- コニー・チャン　Connie Chung - ニュースキャスター
  - モーリー・ポヴィッチ Maury Povich との結婚による。

- サミー・デイヴィスJr.（再改宗）

- エリザベス・テイラー　Elizabeth Taylor
  - 歌手・エディ・フィッシャー Eddie Fisher との結婚による。

- ジャクリーン・デュ・プレ　Jacqueline du Pré - チェリスト
  - ダニエル・バレンボイムとの結婚による。

- イヴァンカ・トランプ - モデル、実業家

- マーサ・ヌスバウム　Martha Nussbaum - 哲学者（夫との結婚で）
- エリザベス・バンクス - 女優
- エリザベス・ヒューレット　Elizabeth Hulette - プロレスリングの手伝い
- ヘンリー・ヒル　Henry Hill - FBI情報提供者
- ジョン・フアリスティ　Jon Juaristi - スペイン語学者・政治エッセイスト
- コンラート・ファイト - 俳優

- アイラ・フィッシャー　Isla Fisher - モデル
  - サシャ・バロン・コーエン Sacha Baron Cohen との結婚による。

- サラ・ブラウン　Sarah Brown - 女優
- エリザベス・ブルースター（ブリュースター、ブリュースター）　Elizabeth Brewster - カナダの詩人
- キャロル・ベイカー Carroll Bake - 女優
  - ジャック・ガーフェイン Jack Garfein との結婚による。

- アーロン・フリーマン　Aaron Freeman - ジャーナリスト・コメディアン
- エリオット・マドックス　Elliott Maddox - 野球選手
- アダ・アイザックス・メンケン　Adah Isaacs Menken - 舞台女優

- マリリン・モンロー　Marilyn Monroe
  - アーサー・ミラー　Arthur Miller との結婚による。

- コンスエロ・ルス　Consuelo Luz - シンガーソングライター
- ジュリアス・レスター　Julius Lester - 児童文学作家
- リンジー・ローハン　Lindsay Lohan - 女優・歌手

（註記）
- マドンナは、カバラに傾倒しているがユダヤ教に改宗したわけではない。
- リトル・リチャード Little Richard は、ユダヤ教への帰依を表明したことがあるが、やはり改宗はしていない。

### 日本
日本のユダヤ人もあわせて参照
- 小辻節三（アブラハム小辻）(1899–1973) - 神学者・ユダヤ教研究者、のち改宗者。
- 米谷ふみ子 - 作家。ユダヤ系アメリカ人作家ジョシュ・グリーンフェルド Josh Greenfeld と結婚し、ユダヤ教に改宗。
- モーシェ服部 - ラビ、ヘブライスト（夫婦でユダヤ教に改宗しイスラエルに移住。